# Zeynep Sever
Zeynep Sever (nom complet Zeynep Kübra Sever Demirel), més coneguda com a Zeynep Sever (Istanbul, 9 de juliol de 1989) és una jugadora de voleibol turca, amb doble nacionalitat turca i belga. Sever va ser coronada Miss Bèlgica el 2009 i va ser jugadora de voleibol amb el Fenerbahçe SK. Està casada amb el porter del Fenerbahçe FK i de la Selecció de futbol de Turquia, Volkan Demirel, des del 21 de setembre de 2010. La parella té una filla, Yade (nascuda el 2014). Segons una font, Volkan Demirel no ha permès a la seva dona actuar en una sèrie de televisió el 2016. Com a dona casada i amb nens va graduar-se de la Universitat Bilgi d'Istanbul l'any 2018.